# Tetragnatha petrunkevitchi
Tetragnatha petrunkevitchi là một loài nhện trong họ Tetragnathidae.
Loài này thuộc chi Tetragnatha. Tetragnatha petrunkevitchi được miêu tả năm 1947 bởi Caporiacco.